# Michel de Grandmont
Michel de Grandmont o de Grammont, llamado también caballero de Grammont (París, 1645 - desaparecido en el mar, al noreste de las Antillas, abril de 1686), fue un marino francés que ejerció como corsario y filibustero de 1670 a 1686 a bordo de su barco Le Hardi [El Intrépido].

## Biografía
Michel de Grandmont era hijo de un noble, oficial de la guardia real. A los catorce años mató en duelo a un oficial enamorado de su hermana. Detenido y condenado, se le obligó a enrolarse como aprendiz en la marina mercante; después se hizo cadete del regimiento real de navíos.
Enseguida destacó por su intrepidez y sus dotes de mando, y rápidamente ocupó el puesto de capitán de un barco, Le Hardi, que luchaba contra la flota española en las inmediaciones de la Isla de la Tortuga en Haití y La Española. Cuando Francia entró en conflicto con los Países Bajos y España en mayo de 1678, Grandmont participó en las incursiones a la isla neerlandesa de Curaçao. Sin embargo, la entera flota de 17 navíos al mando del conde Jean II d'Estrées naufragó en los arrecifes del archipiélago Las Aves (actual Venezuela).

En junio de 1678, al mando de la flota de corsarios al servicio del rey de Francia en el mar Caribe, armó seis navíos con una tripulación de 700 hombres sobrevivientes del desastre de las Aves, con la finalidad de atacar los territorios españoles en el lago de Maracaibo (Venezuela). En la primera incursión ataca a Maracaibo y Gibraltar, adentrándose en tierra firme hasta la localidad de Trujillo para saquearla e incendiarla. 

Maracaibo, Cabimas, Ciudad Ojeda y Gibraltar

A este éxito siguió otra incursión victoriosa en el puerto de La Guaira, del que se apoderó durante un audaz ataque nocturno. El corsario, demasiado confiado, escapó con muchas dificultades del ataque de las fuerzas españolas llegadas desde Caracas en ayuda de la ciudad portuaria.
En 1679, cayeron sucesivamente en sus manos las ciudades de Toulha en Brasil, Puerto Cabello en Venezuela y Veracruz, en México.
En junio de 1680, Grammont, junto al corsario estadounidense Thomas Paine y un pirata inglés de apellido Wright, tomó la isla La Blanquilla. Si bien las hostilidades entre Francia y España habían cesado, Grammont planifica y ejecuta por su propia cuenta el ataque a Cumaná (Venezuela) con una fuerza de 50 hombres. La plaza contaba con un regimiento de 2.000 soldados y una flota de 17 buques armados con 328 cañones. Después de varios enfrentamientos, el corsario escapó herido y se refugió en Las Aves para recuperarse. 
El 17 de mayo de 1683, junto con los filibusteros neerlandeses Laurens de Graff (Lorencillo), Yankey Willems y Nicholas van Hoorn conquistó de nuevo Veracruz. Saquearon la ciudad e hicieron 6 000 prisioneros, por los que pidieron rescate. Luego Grammont ataca algunos asentamientos en la Florida incluyendo el fuerte San Augustín y la Misión Mocama, forzando el éxodo hacia el sur de la península. En 1685, Grandmont y de Graff volvieron a atacar la ciudad mexicana de Campeche, entonces parte de la provincia de Yucatán.
Todas estas victorias le valieron el nombramiento por el rey de Francia de gobernador adjunto de la isla de La Española. Sin embargo, no llegó a ocupar el puesto, ya que desapareció en el mar Caribe durante una última misión en abril de 1685.